# أنغلو كاثوليكية

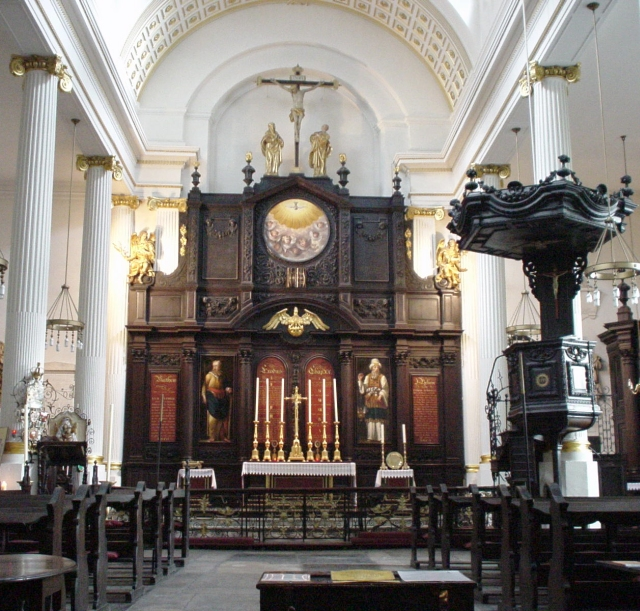

الآنغلو كاثوليكية، أو الكاثوليكية الأنغليكانية، أو الأنغليكانية الكاثويكية، هو مصطلح يدل على الناس والمعتقدات والممارسات في الأنغليكانية، التي تعزز الإرث الكاثوليكي والهوية الكاثوليكية لكنائس أنغليكانية عديدة.
اعتُمد مصطلح الآنغلو كاثوليكية في أوائل القرن التاسع عشر، ولكن الحركات التي تؤكد على الطبيعة الكاثوليكية للأنغليكانية كانت موجودة من قبل. كانت حركة متألّهي كارولين ذات أثر في تاريخ الكاثوليكية الأنغليكانية في القرن السابع عشر، ثم حلّت محلها حركة أوكسفورد التي بدأت في جامعة أوكسفورد عام 1833 وأعلنت عن نفسها في فترة من التاريخ الأنغليكاني كانت تعرف بالإحياء الكاثوليكي.
وكانت ظائفة من الأنغليكان الكاثوليكيين، تسمَّى أحيانًا بالبابويين الأنغليكان، تعدّ نفسها تحت الحكم البابوي وإن لم تكن على وفاق مع الكنيسة الكاثوليكية الرومانية. كان هؤلاء الأنغليكان الكاثوليكيون لا سيما في إنكلترا يحتفلون بالقداس الجماعي حسب الطقس الروماني الكاثوليكي، وكانوا مهتمين بالتوحد من جديد مع الكنيسة الرومانية الكاثوليكية.
بالإضافة إلى هذا، كان يُسمّى بعض الأعضاء الذين أرسلهم البابا بينيديكت السادس عشر إلى الأنغليكان باسم «الكاثوليكيون الأنغليكان».

## التاريخ
متألهو كارولين
كانت جماعة متألهي كارولين مجموعة من اللاهوتيين الأنغليكان المؤثرين الذين نشطوا في القرن السابع عشر وعارضوا اللوثرية والكالفينية والبيوريتانية وشددوا على أهمية النظام الأسقفي والخلافة الرسولية والأسرار المقدسة. وفضّل متألهو كارولين القداديس المفصلة (وفي بعض الأحيان كانوا يفضلون قداديس الكنيسة قبل الحركة الإصلاحية) وكذلك في الجماليات. شهد نفوذهم إحياءً لاستعمال الصور والتماثيل في الكنائس.
اعتمد قادة الإحياء الأنغليكاني الكاثوليكي في القرن التاسع عشر اعتمادًا كثيفًا على أعمال متألهي كارولين.

## الشعائر والعقائد

### اللاهوت
تاريخيًّا، أعلى الأنغليكان الكاثوليكيون من شأن «تراث الكنيسة الأولى، غير المنقسمة، وكانوا يرون أن سلطة هذه الكنيسة مثلها مثل سلطة النص الديني من حيث الامتداد. وشددوا مرّةً أخرى على التاريخ المؤسسي للكنيسة وشكلها المؤسسي. كانت الأنغليكانية الكاثوليكية شديدةً عاطفية، ولكنها مع ذلك اعتمدت على جوانب من الكنيسة قبل حركة الإصلاح، منها إحياء النظام الكنسي القديم، وإعادة إدخال لغة القربان الأفخارستي ورمزيته»، و«إحياء الاعتراف السري. كانت روحانيتها على المذهب الإنجيلي، ولكن محتواها وشكلها على مذهب الكنيسة العليا». في الوقت نفسه، اعتقد الأنغليكان الكاثوليكيون أن «الكاثوليكية الرومانية قد حرّفت الشعائر الأصلية، وإن الكنيسة الأنغليكانية تقول إن شعائرها تمثل إحياءً لطهارة شعائر الكنيسة الكاثوليكية الأصلية ونقائها». تعتمد روحانية الأنغليكان الكاثوليكيين على تعاليم الكنيسة الأولى، بالإضافة إلى آراء متألهي كارولين. نشر مطران كانتربري ماثيو باركر عام 1572 كتابًا اسمه «De Antiquitate Britannicæ Ecclesiæ» أي تاريخ الكنائس البريطانية، وفيه يدرس أصول الكنيسة الأنغليكانية، ويقول «إن الكنيسة البريطانية القديمة اختلفت عن الكاثوليكية الرومانية في نقاط رئيسة ومن ثم قدمت نموذجًا بديلًا عن المسيحية الآبائية»، وهو رأي يقول به كثير من الأنغليكان الكاثوليكيين ومنهم تشارلز تشابمان غرافتون، أسقف أبرشية فوند دو لاك. بالإضافة إلى هذا، يعتقد الأنغليكان الكاثوليكيون أن الكنائس الأنغليكانية حافظت على الكاثوليكية والرسولية. وعلى الطريقة نفسها، شدد الأنغليكان الكاثوليكيون على عقائد الخلافة الرسولية والنظام الثلاثي، واعتقدوا أن هذه الأشياء إنما استبقتها الكنيسة الأنغليكانية بعد أن مرّت بالإصلاح الإنكليزي.
يميل الأنغليكان الكاثوليكيون اتفاقًا مع الكنيسة الأرثوذكسية الشرقية والكنائس الأرثوذكسية المشرقية والكاثوليك القدماء واللوثريين، إلى قانون (أو قاعدة) القديس فنسنت الليريني: «ما كان عامًّا، وما كان دائمًا، وما كان مجمعًا على الاعتقاد به، فهو الكاثوليكي الحقّ الصحيح».
تفرّق المقولات التسع والثلاثون الأنغليكانية الفهم الأنغليكاني للعقيدة عن الفهم الكاثوليكي الروماني لها، وحسب رأي الأنغليكان الكاثوليكيين، فإن المقولا التسع والثلاثين كاثوليكية، وفيها بنود تؤكد على عالمية دين الكنيسة الأولى. فقد كُتبت المقولات على نحو قُصِد به أن تكون مفتوحةً على طيف واسع من التأويلات، وقد دافع الأنغليكان الكاثوليكيون عن شعائرهم وعقائدهم من جهة أنها متسقة مع المقولات التسع والثلاثين. ومن النزعات الأنغليكانية الكاثوليكية الجديدة نزعة حديثة في الفكر الأنغليكاني الكاثوليكي مرتبطة بالمقولات التسع والثلاثين وفيها نظرة جديدة إلى القديس بولس.

لطالما استمع القساوسة الأنغليكان الكاثوليكيون اعترافات سرية ومسحوا على المرضى، وهم يعتبرون هذه الشعائر من الأسرار المقدسة. القول المأثور الأنغليكاني الكلاسيكي الذي يتكلم عن الاعتراف السري: «مباح للكلّ، مستحب للبعض، غير مفروض على أحد». يصلي الأنغليكان الكاثوليكيون للراحلين ويقولون بشفاعة القديسين، ولطالما اعتُبر سي. إس. لويس أنغليكانيًّا كاثوليكيًّا في آرائه اللاهوتية، وقد اقتُبس عنه قوله:
لا شك أنني أصلي للموتى. إنه أمر طبيعي، ولا محيد عنه، ولن تمنعني عنه إلا حجة لاهوتية لا عيب فيها. وأنا لا أدري كيف تحيا صلواتي الباقية إذا كانت صلواتي للموتى محرّمة. في زمننا هذا، معظم من نحبّهم حبًّا جمًّا صاروا من الموتى. أيّ اتصال يكون لي مع الرب إذا لم أشر فيه إلى من أحبهم حبًّا جمًّا؟
يؤمن رجال الكنيسة الكاثوليكية من الأنغليكان الكاثوليكيين في الحضور الموضوعي الحقيقي للمسيح في الأفخارستيا ويقولون إن الطريقة التي يتجسد فيها في هذا السر المقدس من أسرار الإيمان. يرفض الأنغليكان الكاثوليكيون -إلا طائفة منهم تسمى الأنغليكان البابويين- مثل الأرثوذكس الشرقيين، العقائد الرومانية التي تقول بسلطة البابا وعصمته، ويشرح والتر هربرت ستو، وهو رجل دين أنغليكاني كاثوليكي، الموقف الأنغليكاني من هذه القضايا:
يرفض الأنغليكان الكاثوليكيون كل الدعاوى إلا التي لها أولية، على الأسس التالية:(1) ما من دليل في النص الديني ولا في أي مكان آخر على أن المسيح منح قواه للقديس بطرس، (2) ما من دليل على أن القديس بطرس ادعى هذا الأمر لنفسه أو لخلفائه، (3) بل دلّت الأدلة القوية على أن القديس بطرس أخطأ في قضية دينية مهمة في أنطاكيا، وهي أن الأكل والاتصال الاجتماعي باليهود والمشركين سيؤثر في مستقبل الكنيسة والدين المسيحي، وهذا الخطأ كان فادحًا إلى درجة أن القديس بولس وقف في وجهه، (4) لم يرأس القديس بطرس المجمع الكنسي الأول في أوريشلم ولم يسلّم قرار المجمع، (5) لقد كان أسقف أنطاكيا قبل أن يكون أسقفًا في أي مكان آخر، فلو كانت الدعاوى البابوية صحيحة على أي وجه من الوجوه، لكان أسقف أنطاكيا أحق الناس بها، (6) ما من اتفاق على أن القديس بطرس زار روما في حياته، وكل ما يمكن قوله في المسألة هو أنها مسألة تاريخية مهمة، (7) ما من دليل مطلقًا على أنه منح سلطاته لخلفائه في مجلس روما، (8) ما من قبولٍ أولي قديم لهذه الدعاوى، وهي لم تكن في أي يوم من الأيام محل إجماع.
ولكن الأنغليكان الكاثوليكيين يشاركون الكاثوليكيين الرومان في الاعتقاد بالطبيعة الأسرارية للكهنوت وفي الطبيعة القربانية للقداس الجماعي. تدد طائفة من الأنغليكان الكاثوليكيين أيضًا على التبتل الرهباني. معظم الأنغليكان الكاثوليكيين، يشجعون على الصلاة للقديسة مريم العذراء، بسبب سكوت المقولات التسع والثلاثين عن هذه القضية، ولكن لا يعتنق كل الأنغليكان الكاثوليكيين اللاهوت المريمي (الماريولوجيا)، وفي إنكلترا يشيع تلقيبها بلقب سيّدتنا الوالسينغامية.